# Blue and Gray
Blue and Gray (рус. синий и серый) — пятнадцатый студийный концептуальный альбом американской кантри-рок-группы Poco, выпущенный в июле 1981 года на MCA Records.

## Об альбоме
Диск является концептуальным и посвящён Гражданской войне в США. Название альбома является отсылкой к цветам униформ враждующих сторон, синий — северяне и серый — южане.
Песня «Widowmaker» стала синглом и попала на 33 строчку чарта Mainstream Rock.
Сам альбом достиг 76 позиции в чарте Billboard 200.

## Список композиций
1. «Glorybound» (Расти Янг) — 3:35
2. «Blue and Gray» (Янг) — 4:40
3. «Streets of Paradise» (Пол Коттон) — 3:55
4. «The Writing on the Wall» (Янг) — 3:10
5. «Down on the River Again» (Коттон) — 3:45
6. «Please Wait for Me» (Коттон) — 4:30
7. «Widowmaker» (Янг) — 4:25
8. «Here Comes That Girl Again» (Янг) — 3:15
9. «Sometimes (We Are All We Got)» (Коттон) — 3:35
10. «The Land of Glory» (Янг) — 3:35

## Участники записи
- Пол Коттон — гитара, вокал
- Расти Янг — стил-гитара, гитара, банджо, добро, мандолина, вокал
- Чарли Харрисон — бас-гитара, вокал
- Стив Чапман — ударные
- Ким Баллард — клавишные, вокал
- Клайди Кинг — бэк-вокал
- Дениз Декаро — бэк-вокал
- Венетта Филдс — бэк-вокал
- Стив Форман — перкуссия
- Фил Кензи — саксофон
- Майк Фликер — продюсер
- Дэйв Маркетт — инженер
- Джон Миллс — инженер
- Джо Чиккарелли — инженер
- Митч Гибсон — ассистент инженера
- Майкл Кевин Ли Гриббитт — обложка
- Джордж Осаки — арт-директор
- Аарон Рапопорт — фотография